# Radim Mareš
Radim Mareš (* 28. Mai 1940 in České Budějovice, Protektorat Böhmen und Mähren) ist ein tschechischer Wissenschaftler und Universitätsdozent.

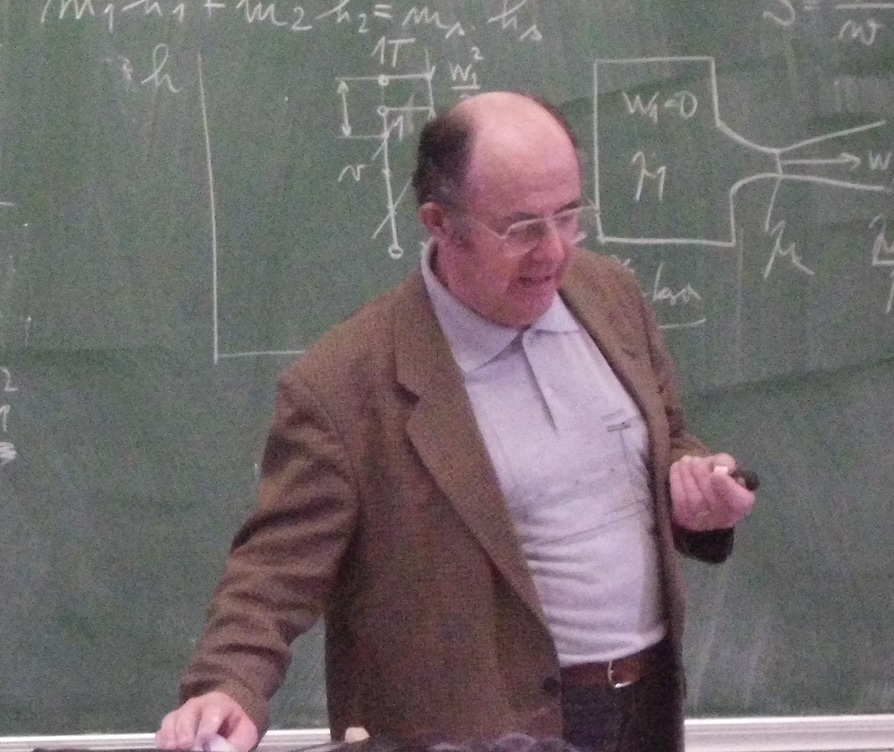
Radim Mareš bei einer Vorlesung

## Leben und Werk
Radim Mareš absolvierte die Universität für Maschinenbau und Elektrotechnik in Pilsen. Nach seinem Abschluss wechselte er in die Abteilung für Hydromechanik und Thermomechanik, die später mit der Abteilung für Turbinen als neue Abteilung für Kraftmaschinen und Ausrüstung eingerichtet wurde, in der er Leiter der Abteilung für Strömungsmechanik und Thermomechanik wurde. Im Jahr 1972 wurde ihm der Titel CSc. verliehen. Im Jahre 1980 wurde er Dozent und 1999 schließlich Professor an der Westböhmischen Universität in Pilsen. Sein Hauptthema sind die thermophysikalischen Eigenschaften von Wasser und Dampf, auf internationaler Ebene liegt sein Fokus auf den thermodynamischen Eigenschaften realer Flüssigkeiten. Er war bereits an einer Reihe bedeutender Projekte beteiligt und ist Autor und Co-Autor von mehr als 100 Publikationen. Die bedeutendste ist: Tabellen der thermodynamischen Eigenschaften von Wasser und Wasserdampf.
Mit den Ergebnissen seiner Arbeit nahm Radim Mareš schon an mehreren internationalen Konferenzen teil. Er hat an thermophysikalischen Eigenschaften von Flüssigkeiten in Großbritannien, Japan, Schweden und Deutschland gearbeitet. Er ist Mitglied der Arbeitsgruppe Industrielle Berechnungen, Mitglied der Internationalen Vereinigung für die Eigenschaften von Wasser und Dampf IAPWS, sowie Berater des EKIS Netzwerks (Energy Consulting and Information Center) der tschechischen Energieagentur.

## Auszeichnungen
Im Jahre 2011 erhielt Radim Mareš für das Erstellen einer Gleichung für die thermodynamischen Eigenschaften von Wasserdampf bei hohen Temperaturen die Auszeichnung Honorary Fellow. Die Gleichung wurde im Jahr 1997 von IAPWS übernommen und als Teil eines weltweiten Standards für industrielle Berechnungen empfohlen.